# Oswalda
Oswalda – żeński odpowiednik imienia Oswald.
Oswalda imieniny obchodzi: 5 sierpnia i 22 sierpnia.